# تحديد النسل
تحديد النسل أو ضبط النسل ويُعرف أيضاً بـ منع الحمل وتنظيم الخصوبة وتنظيم النسل هي وسائل أو أجهزة تستخدم لمنع الحمل أو تقليل احتمالات الحمل أو الولادة. يُطلق على التخطيط لوسائل تحديد النسل وتوفيرها واستخدامها تنظيم الأسرة. يمكن للاتصال الجنسي الآمن، كاستخدام الواقي الذكري أو الواقي الأنثوي أن يساعد أيضاً في الوقاية من الأمراض التي تنتقل عن طريق الاتصال الجنسي. اُستخدمت وسائل تحديد النسل منذ زمن بعيد، إلا أن الوسائل الفعالة والآمنة لم تتوفر إلا بحلول القرن العشرين. وتعمد بعض الثقافات إلى الحد من الاستعانة بوسائل تحديد النسل حيث تعتبره أمراً غير مرغوب أخلاقياً أو سياسياً أو دينياً.
يعتبر التعقيم أكثر الوسائل فاعلية لتحديد النسل، حيث يتم عن طريق استئصال الأسهر في الذكور وربط قناة فالوب في الإناث، بالإضافة إلى اللولب الرحمي ووسائل منع الحمل تحت الجلد. تلى هذه الوسائل ظهور الوسائل الهرمونية لمنع الحمل بما في ذلك حبوب منع الحمل واللصقات والحلقة المهبلية والحقن الهرمونية. أما الوسائل الأقل فاعلية فتشمل الحواجز مثل الواقي الذكري والعازل المهبلي والإسفنج المهبلي ووسائل الوعي بالخصوبة. تتمثل أقل الوسائل فاعلية في مبيدات النطاف وطريقة الانسحاب حيث يقوم الرجل بسحب القضيب قبل القذف. رغم الفاعلية الكبيرة للتعقيم إلا أنه دائم ولا يمكن لمن أجريت له عملية التعقيم أن ينجب، في حين يمكن إيقاف مفعول معظم الوسائل الأخرى على الفور عقب التوقف عن استخدامها. يمكن لوسائل منع الحمل في حالات الطوارئ أن تمنع الحمل خلال الأيام القليلة التالية للاتصال الجنسي غير الآمن. ينظر البعض للامتناع عن الاتصال الجنسي كوسيلة لتحديد النسل، إلا أن التثقيف الجنسي بالامتناع فقط عن الاتصال الجنسي يمكن أن يزيد من معدل حدوث الحمل عند المراهقين إذا لم يتضمن التثقيف الجنسي التوعية بوسائل منع الحمل.
تنطوي حالات الحمل في فترة المراهقة على عواقب ذات مخاطر أكبر. ويعمل التثقيف الجنسي الشامل وإتاحة وسائل تحديد النسل، على خفض معدل حدوث حالات حمل غير مرغوبة في هذه الفئة العمرية. على الرغم من إمكانية استخدام الشباب لجميع وسائل تحديد النسل، إلا أن وسائل تحديد النسل القابلة للإصلاح والممتدة المفعول مثل الغرسات أو اللوالب الرحمية أو الحلقات المهبلية، تُمثل وسائلَ ذات فائدة هامة لخفض معدلات حدوث الحمل في فترة المراهقة. يمكن أن يحدث الحمل عند النساء الّلاتي لا يقمن بالرضاعة الطبيعية بمجرد مرور أربعة أو ستة أسابيع عقب الولادة.  ثمة وسائل لتحديد النسل يمكن البدء باستخدامها عقب الولادة مباشرةً، في حين يتطلب البعض الآخر الانتظار مدة تصل لستة أشهر. ولا يُفضّل سوى استخدام وسائل البروجستين بدلاً من حبوب منع الحمل المركبة مع النساء اللآتي يقمن بالرضاعة الطبيعية. يوصى باستمرار استخدام النساء الّلاتي وصلن إلى سن اليأس لوسائل تحديد النسل ولمدة عام بعد آخر دورة شهرية.
في الدول النامية، حوالي 222 مليون سيدة ممن يرغبن في تجنب حدوث الحمل لا يستخدمن وسائل حديثة لتحديد النسل. لكن استخدام وسائل تحديد النسل عموماً في الدول النامية خَفَض عدد حالات الوفيات بين الأمهات أثناء الحمل بنسبة 40% (أي نجاة ما يقرب من 27,000 أم من الوفاة عام 2008). وكان من الممكن رفع هذه النسبة إلى 70% إذا تمت تلبية الطلب الكلي على وسائل تحديد النسل. يمكن أن تحسّن وسائل تحديد النسل نتائج عمليات الولادة عند الإناث البالغات وعلى زيادة فرص بقاء المواليد على قيد الحياة. كلما زاد استخدام النساء لوسائل تحديد النسل في العالم النامي، كلما تحسّن مستوى الدخل والوضع الصحي بما فيه وزن الجسم، بالإضافة إلى تحسّن المستوى التعليمي والصحي لأطفالهن. يُساعد استخدام وسائل تحديد النسل على رفع كفاءة النمو الاقتصادي، حيث ينخفض عدد الأطفال المُعالين، ويشارك عدد أكبر من السيدات ضمن القوى العاملة بالإضافة إلى خفض استهلاك الموارد النادرة.

## الوسائل
| طريقة منع الحمل                                               | الاستخدام الفعلي | الاستخدام المثالي |
| ------------------------------------------------------------- | ---------------- | ----------------- |
| بدون وسيلة منع حمل                                            | 85%              | 85%               |
| حبوب منع الحمل المركبة                                        | 9%               | 0.3%              |
| حبوب منع الحمل أحادية الهرمون                                 | 13%              | 1.1%              |
| التعقيم (إناث)                                                | 0.5%             | 0.5%              |
| التعقيم (ذكور)                                                | 0.15%            | 0.10%             |
| الواقي الأنثوي                                                | 21%              | 5%                |
| الواقي الذكري                                                 | 18%              | 2%                |
| اللولب الرحمي النحاسي                                         | 0.8%             | 0.6%              |
| اللولب الرحمي الهرموني                                        | 0.2%             | 0.2%              |
| لصقة منع الحمل                                                | 9%               | 0.3%              |
| الحلقة المهبلية                                               | 9%               | 0.3%              |
| الحقن الهرمونية                                               | 6%               | 0.2%              |
| غرسات منع الحمل                                               | 0.05%            | 0.05%             |
| العازل المهبلي ومبيد النطاف                                   | 12%              | 6%                |
| الوعي بالخصوبة                                                | 24%              | 0.4–5%            |
| سحب القضيب قبل القذف                                          | 22%              | 4%                |
| طريقة منع الحمل بإنقطاع الحيض الإرضاعي (نسبة الفشل في 6 أشهر) | 0-7.5%           | <2%               |

تتضمن وسائل تحديد النسل الوسائل الحاجزة والوسائل الهرمونية واللوالب الرحمية والتعقيم والوسائل السلوكية؛ وهي وسائل تُستخدم قبل أو أثناء الاتصال الجنسي. في حين يمكن استخدام وسائل منع الحمل في حالات الطوارئ بعد عدة أيام من الاتصال الجنسي. يتم التعبير بشكل عام عن مدى فاعلية وسائل تحديد النسل بالنسبة المئوية للنساء اللاتي حملْنَ خلال السنة الأولى من استخدام وسيلة معينة. وفي بعض الأحيان، يُعبّر عنها بمعدل فشل حدوث الحمل مدى الحياة عند استخدام الوسائل مرتفعة الفاعلية، مثل عملية ربط قناة فالوب.
أكثر الطرق فعاليةً هي تلك ذات المفعول طويل المدى والتي لا تتطلب زيارات متكررة للمراكز الصحيّة. فمعدلات فشل طرق التعقيم الجراحي وغرسات منع الحمل واللوالب الرحمية، تقل عن 1% خلال السنة الأولى من تطبيقها. أما الحبوب واللصقات والحلقات الهرمونية المانعة للحمل، وطريقة منع الحمل بانقطاع الحيض الإرضاعي يمكن أن يكون معدل فشلها أقل من 1% خلال السنة الأولى (أو خلال الأشهر الستة الأولى بالنسبة لطريقة منع الحمل بانقطاع الحيض الإرضاعي) إن طُبقت بدقة. تصبح معدلات الفشل خلال السنة الأولى مرتفعةً بشكل ملحوظ عند الاستخدام الطبيعي لهذه الطرق، حيث تتراوح ما بين 3- 9%، وذلك ناجمٌ عن الاستخدام الخاطئ لهذه الوسائل. وقد تكون معدلات فشل طرق أخرى أعلى خلال السنة الأولى حتى ولو طُبقَت بالشكل الأمثل، كالانتباه إلى فترات الخصوبة عند المرأة، واستخدام الواقيات الذكرية، والعازلات الأنثوية، والمواد المبيدة للنطاف.
على الرغم من أن جميع طرق تحديد النسل لها آثارها السلبية، إلا أن مخاطرها أقل من تلك التي قد يسببها الحمل. بعد إيقاف أو نزع العديد من وسائل تحديد النسل، بما فيها مانعات الحمل الفموية، والوسائل الرحمية، والغرسات، والحقن، تكون نسبة حدوث الحمل خلال السنة التالية عند النساء اللواتي استخدمت وسيلة منع مساويةً لنسبة حدوث الحمل عند اللواتي لم يستخدمن أية وسيلة لتحديد النسل.
قد تستلزم بعض أنواع طرق تحديد النسل إجراء استقصاءات أوسع قبل استخدامها من قبل النساء اللواتي يعانين من مشاكل صحية معينة. أما بالنسبة للنساء اللواتي لا يعانين من هذه المشاكل، فيُفترض ألا يحتجن للخضوع إلى فحص طبي قبل استخدام العديد من وسائل تحديد النسل، بما فيها حبوب منع الحمل، ووسائل تحديد النسل القابلة للحقن أو الغرس، والواقيات الأنثوية. تحديداً، لا يبدو أن لأي من فحص الحوض أو فحص الثدي أو تحاليل الدم التي تُجرى قبل البدء بتناول حبوب منع الحمل أي تأثير على النتائج، ولذلك فهذه الفحوصات ليست مطلوبة. هذا ويشار إلى أن منظمة الصحة العالمية نشرت عام 2009 قائمةً تفصيلية بالمعايير الطبية المقبولة لكل واحدةٍ من طرق تحديد النسل.

### الطرق الهرمونية
تعمل وسائل تحديد النسل الهرمونية عن طريق منع الإباضة والإخصاب. وهي متوفرة بعدة أشكال مختلفة منها حبوب منع الحمل الفموية، والغرسات التي تزرع تحت الجلد، وحقن منع الحمل، واللصقات، واللوالب الرَّحِميّة والحلقة المهبلية. تتوفر الوسائل الهرمونية للنساء فقط في الوقت الحاضر.
أما الوسائل الفموية لتحديد النسل، فمنها نوعان هما حبوب منع الحمل المركبة والحبوب المحتوية على البروجيستوجين فقط. ولا يتسبب تناولهما أثناء الحمل في زيادة مخاطر الإجهاض ولا في إحداث العيوب الخلقية للجنين.

#### الطرق المركبة
تقترن مانعات الحمل الهرمونية المركبة بارتفاع بسيط في مخاطر الإصابة بالجلطات الدموية الشريانية والوريدية؛ إلا أن هذه النسبة تبقى أقل من تلك المقترنة بالحمل. وبسبب هذه المخاطرة، لا يُنصح باستخدام هذه المانعات من قبل النساء المدخنات اللواتي تزيد أعمارهن عن 35 سنة. يختلف تأثير هذه المانعات على الرغبة الجنسية، فهي تزداد أو تنقص عند بعض النساء، إلا أنها لا تتغير لدى الأغلبية. تخفض مانعات الحمل الفموية المركبة من مخاطر الإصابة بسرطان المبيض وسرطان بطانة الرحم، لكن ليس لها أي تأثير على احتمالات الإصابة بسرطان الثدي. وهي كثيراً ما تُنقص غزارة النزف الطمثي وتقلل التشنجات الطمثية المؤلمة.
قد تقلل الجرعات الأقل من الإستروجين الموجودة في الحلقات المهبلية من احتمال الشعور بآلام الثديين والغثيان والصداع التي ترافق استخدام الوسائل المحتوية على جرعة أعلى من الإستروجين.

#### البروجستين
لا تقترن الحبوب المحتوية على البروجستين فقط والحقن واللوالب الرحمية بمخاطر متزايدة لحدوث الجلطات الدموية، وبالتالي يمكن استخدامها من قبل النساء اللواتي سبق لهن الإصابة بجلطات دموية وريدية. أما من أُصبن بجلطات دموية شريانية في السابق، فيجب عليهن استخدام وسائل غير هرمونية لتحديد النسل، أو وسيلة تحتوي على البروجستين فقط فيما عدا النوع القابل للحقن. قد تًخفف الحبوب المحتوية على البروجستين فقط من شدة أعراض الطمث، كما يُمكن استخدامها بأمان من قبل النساء المرضعات، فهي لا تؤثر على إفراز الحليب. لكن قد يحدث نزفٌ غير منتظم مع استخدام الوسائل المحتوية على البروجستين فقط، وقد أبلَغت بعضُ النساء عن حدوث انقطاع للحيض لدى استخدامها. تُقلل المركبات البروجستينية مثل دروسبيرينون وديسوجستريل من الآثار الجانبية الأندروجينية، لكنها تزيد من مخاطر حدوث جلطات دموية، لذلك فهي ليست خياراً مفضلاً. هذا ولم يتم الإجماع على معدلات الفشل القياسية خلال السنة الأولى لاستخدام البروجستين القابل للحقن، ديبو- بروفيرا، حيث تتراوح ما بين أقل من 1%

### الوسائل الحاجزة

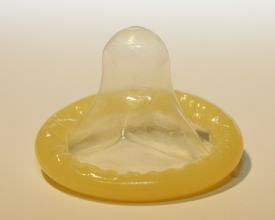
واقي ذكري

وسائل منع الحمل الحاجزة عبارة عن وسائل غايتها منع حدوث الحمل عن طريق منع السائل المنوي وبالتالي الحيوانات المنوية منعاً فيزيائياً من دخول الرحم. تشمل هذه الوسائل الواقيات الذكرية، والواقيات الأنثوية، وقلنسوة عنق الرحم، والعازل المهبلي، والإسفنجات المانعة للحمل التي تحتوي على مبيد للنطاف.
تُعدّ الواقيات الذكرية وسيلة تحديد النسل الأكثر شيوعاً في العالم. تُلبَس الواقيات الذكرية على القضيب أثناء الانتصاب، حيث أنها تمنع المني المقذوف من دخول جسم الشريك الجنسي. غالباً ما تُصنع الواقيات الحديثة من مادة اللاتكس، لكن بعضها يصنع من مواد أخرى مثل البولي يوريثان، أو من أمعاء الحَمَل. كما تتوفر واقيات أنثوية، تُصنَع غالباً من النتريل أو اللاتكس، أو البولي يوريثان. تتميز الواقيات الذكرية بانخفاض ثمنها، وسهولة استخدامها، وقلة تأثيراتها السلبية. تشير الدراسات إلى أن إتاحة الواقيات الذكرية للمراهقين لم يُظهر أي تأثيرٍ على عدد الممارسات الجنسية أو على العمر أثناء الممارسة الجنسية الأولى.
في اليابان، يلجأ حوالي 80% من الأزواج المستخدمين لوسائل تحديد النسل إلى استعمال الواقي الذكري، فيما تبلغ هذه النسبة 25% في ألمانيا، و18% في الولايات المتحدة.
معدلات فشل الواقيات الذكرية والإسفنج المهبلي المزود بمبيدٍ للنطاف متساوية خلال السنة الأولى من الاستعمال النمطي، حيث تبلغ 15% و16% على التوالي. أما في حالات الاستعمال المثالي، فتصبح الواقيات الذكرية أكثر فعاليةً حيث تتراجع معدلات فشلها خلال السنة الأولى إلى 2% مقابل 6% هي نسبة فشل الحجاب خلال السنة الأولى. وتمتاز الواقيات الذكرية بإسهامها في منع انتشار بعض أنواع العدوى المنقولة جنسياً مثل فيروس العوز المناعي البشري/الأيدز.
بالنسبة للإسفنجات المانعة للحمل فهي تتكون من حائل ومبيد للنطاف معاً. وتستخدم كالعازل المهبلي، حيث يتم إدخالها عبر المهبل قبل الجماع، ويتوجب إيصالها إلى عنق الرحم لتكون فعالة. تتوقف معدلات الفشل القياسية خلال السنة الأولى من الاستخدام على كون المرأة قد أنجبت في السابق أم لا، حيث تبلغ هذه النسبة 24% لدى النساء اللواتي سبق لهن الإنجاب، مقابل 12% لدى النساء اللواتي لم ينجبن سابقاً. يمكن إدخال الإسفنجة قبل الجماع بمدة أقصاها 24 ساعة، ويتوجب إبقاؤها في مكانها لما لا يقل عن ست ساعات بعد الجماع. وقد تم الإبلاغ عن حدوث ردود فعل تحسسية وتأثيرات جانبية أكثر جديةً مثل متلازمة الصدمة التسممية.

### الوسائل الرحمية
عادةً ما تتألف الوسائل الرحمية الحالية لمنع الحمل (أي اللّوالب الرحمية)، من أجهزة صغيرة على شكل حرف "T" يتم إيلاجها داخل الرحم، وهي إما أن تحتوي على النحاس أو على الليفونورجستريل. حيث تُعدّ أحد أنواع طرق تحديد النسل العَكوسة طويلة الأمد وأكثرها فعالية. يقارب معدل الفشل خلال السنة الأولى لاستخدام اللولب النحاسي 0.8%، فيما تبلغ هذه النسبة 0.2% عند استخدام لولب الليفونورجستريل الهرموني. من بين الوسائل المختلفة لتحديد النسل، تحظى اللوالب الرحمية – إضافةً إلى غرسات منع الحمل- بأعلى نسبة رضى لدى المستخدمين. في عام 2007 كان اللولب الرحمي هو أكثر وسائل منع الحمل (التي يمكن عكس مفعولها) استخدامًا حيث تستخدمه حوالي 180 مليون أنثى على مستوى العالم.
وقد أثبتت الأدلة مدى فعالية وأمان استخدام هذه الوسائل لدى المراهقات والإناث اللواتي لم ينجبن سابقاً. اللولب الرحمي لا يؤثر على عملية الرضاعة لذلك يمكن استخدامه بعد الولادة مباشرة. كما يمكن استخدامه مباشرةً بعد تعرض المرأة للإجهاض. وتعود خصوبة المرأة إلى معدلها الطبيعي مباشرةً بعد إزالة اللولب حتى إن استخدمته لأمد طويل.
قد تزيد اللوالب النحاسية كمية النزف الطمثي وقد تتسبب في تشنجات طمثية أشد إيلاماً من المعتاد، فيما يمكن للوالب الهرمونية أن تقلل غزارة النزف الطمثي، أو أن تسبب انقطاع الطمث بشكل كامل. يمكن معالجة التشنج بإعطاء مضادات الالتهاب اللاستيرويدية. تشمل المضاعفات المحتملة الأخرى خروج اللولب (في 5% من الحالات) أو انثقاب الرحم في حالات نادرة (بنسبة تقل عن 0.7%).
اقترن استخدام نموذج سابق من الوسائل الرحمية (يعرف باسم درع دالكون) بازدياد نسب الإصابة بالداء الالتهابي الحوضي؛ إلا أن هذه النسب لا تتأثر عند استخدام النماذج الحالية للوسائل الرحمية من قِبل النساء اللواتي لم يكُنَّ مصابات بأمراض منقولة جنسياً في فترة إدخال هذه الوسائل.

### التعقيم
التعقيم الجراحي يتمثل في عملية ربط قناة فالوب بالنسبة للسيدات وقطع القناة المنوية بالنسبة للرجال. لا يوجد آثار جانبية طويلة الأجل وخطيرة، كما تعمل عملية ربط قناة فالوب على الحد من مخاطر الإصابة بسرطان المبيض. وتُعد احتمالات الإصابة بمضاعفات قصيرة الأجل ناجمة عن ربط القناة المنوية أقل بعشرين مرة من تلك الناجمة عن عملية ربط قناة فالوب. بعد عملية ربط القناة المنوية قد يكون هناك ألم في الخصية وعادة مايختفي خلال اسبوع أو أسبوعين. تحدث المضاعفات المتعلقة بعملية ربط قناة فالوب في نسبة 1 أو 2 بالمائة من العمليات، وترجع المضاعفات الخطيرة عادةً إلى عملية التخدير. لا توفر أي من الوسيلتين حماية ضد التعرض للإصابة بالعدوى المنقولة بالاتصال الجنسي.
اتخاذ هذا القرار يسبب ندمًا عن بعض السيدات أو الرجال حيث يندم مايقرب من 5% من السيدات الآتي تجاوزن الثلاثين من العمر و20% من اللاتي تقل أعمارهن عن 30 عاماً. أما الرجال فأقل احتمالاً للشعور بالندم بعد إجراء عملية التعقيم (<5%)؛ في حين تزداد احتمالات الشعور بالندم بين الشباب أو من لديهم أطفال صغار السن أو من لم ينجب أو من لديه حياة زوجية غير مستقرة. أوضحت إحدى الدراسات الاستقصائية التي أجريت على أشخاص لديهم أطفال، أن 9% منهم قالوا بأنهم لم يكونوا لينجبوا إذا كان من الممكن تجنب هذا.
رغم اعتبار التعقيم عملية مستديمة، إلا أنه يمكن محاولة إجراء جراحة لإعادة توصيل قناة فالوب أو جراحة لإعادة توصيل القنوات الدافقة. غالباً ما تتعلق رغبة السيدات في إجراء جراحة إعادة التوصيل بالارتباط بزوج آخر. تتراوح نسبة حدوث الحمل بعد جراحة إعادة التوصيل ما بين 3 و88% مع حدوث مضاعفات تتضمن زيادة مخاطر حدوث حمل خارج الرحم. تتراوح نسبة الرجال الذين يطلبون إجراء جراحة إعادة التوصيل ما بين 2 و6%. أما نسبة إنجاب طفل آخر بعد الخضوع لجراحة إعادة التوصيل، فتترواح ما بين 38 و84%، مع انخفاض نسبة النجاح كلما طالت المدة بين الجراحة الأولى وعملية إعادة التوصيل. وتعتبر عملية استخراج الحيوانات المنوية التي تعقبها عملية التلقيح الصناعي إحدى البدائل المتاحة للرجال.

### الوسائل السلوكية
تتضمن الوسائل السلوكية تنظيم التوقيت أو طريقة الاتصال الجنسي لمنع وصول الحيوانات المنوية إلى الجهاز التناسلي للمرأة، سواءً في جميع الأوقات أو عند وجود بويضة جاهزة للتلقيح. إذا استخدمت هذه الوسيلة على النحو الأمثل يمكن أن تبلغ نسبة فشلها خلال السنة الأولى ما يقرب من 3.4% فقط، أما إذا استخدمت بطريقة غير دقيقة فيمكن أن تقترب هذه النسبة من 85%.

#### وسائل الوعي بالخصوبة
وسائل الوعي بالخصوبة تتعلق بتحديد أكثر الأيام خصوبة أثناء مدة الدورة الشهرية وتجنب الاتصال الجنسي غير الآمن. وتتضمن أساليب تحديد أيام الخصوبة مراقبة درجة حرارة الجسم القاعدية أو إفرازات عنق الرحم أو يوم بداية الدورة الشهرية. تترواح النسبة المئوية المعتادة للإخفاق خلال السنة الأولى ما بين 12% و25%، وتعتمد نسبة الإخفاق بالنسبة للاستخدم الأمثل لهذه الوسيلة على الأسلوب المتبع، وتتراوح ما بين 0.4% و5% . إلا أنه لا يوجد سوى دليل ضعيف فيما يتعلق بالأسس التي تعتمد عليها تلك التقديرات، حيث أن غالبية الأشخاص الخاضعين للبحث يتوقفون عن اتباع هذه الوسيلة في مرحلة مبكرة. ولا يستخدمها على مستوى العالم سوى 3.6% من الأزواج.
يُشار إلى هذه الوسيلة بمصطلح الأعراض الحرارية، إذا اعتمدت على قياس درجة حرارة الجسم القاعدية وعلى مؤشر آخر أساسي. تتراوح نسبة حدوث الحمل غير المقصود التي تم رصدها ما بين 1% و20% بين الأشخاص الذين يتبعون وسيلة الأعراض الحرارية بشكل نموذجي.

#### طريقة الانسحاب
طريقة الانسحاب (والمعروفة أيضاً بالعزل)، هي التوقف عن الجماع («السحب») قبل القذف أو القذف خارج المهبل. وتتمثل المخاطرة في استخدام هذه الطريقة في إمكانية عدم قدرة الرجل على القيام بالعملية على النحو الصحيح أو في الوقت المناسب. تتراوح نسبة الإخفاق خلال السنة الأولى ما بين 4% مع الاستخدام على النحو الأمثل و27% مع الاستخدام العادي. ولا يعتبرها بعض أصحاب المهن الطبية أحد وسائل تحديد النسل.
لا تتوفر سوى القليل من الأدلة على محتوى السائل المتكون قبل القذف من الحيوانات المنوية. وفي حين أنه لم تجد بعض الأبحاث أثر للحيوانات المنوية، أثبتت أحد التجارب وجود حيوانات منوية في عشرة متطوعين من أصل 27 متطوعاً. ولا يقوم سوى 3% من الأزواج باستخدام طريقة الانسحاب كوسيلة لتحديد النسل.

#### الامتناع عن الاتصال الجنسي
رغم دعوة بعض الجماعات إلى الامتناع عن الاتصال الجنسي، وهو ما يقصدون به الامتناع عن جميع طرق الاتصال الجنسي، إلا أنه في سياق موضوع تحديد النسل عادةً ما يعني المصطلح الامتناع عن الاتصال الجنسي عن طريق المهبل.< بالطبع يحقق الامتناع عن الاتصال الجنسي فاعلية بنسبة 100%؛ إلا أنه ليس كل من ينوي الامتناع يحجم عن ممارسة جميع الأنشطة الجنسية، وتوجد بين العديد من الفئات السكانية مخاطر كبيرة لحدوث الحمل عن طريق الإغتصاب.
التثقيف الجنسي بالامتناع فقط عن الاتصال الجنسي لا يقلل من حدوث الحمل بين المراهقين. ترتفع نسبة حدوث الحمل بين الطلاب الذين يتلقون التثقيف الجنسي بالامتناع فقط عن الاتصال الجنسي، مقارنةً بمن يتلقون التثقيف الجنسي الشامل. وتوصي بعض الجهات الرسمية الأشخاص الذين يتبعون وسيلة الامتناع عن الاتصال الجنسي كوسيلة أساسية، أن يستعينون بوسائل أخرى احتياطية (مثل الواقي الذكري أو حبوب منع الحمل الطارئة). يُعتبر في بعض الأحيان الاتصال الجنسي السطحي والجنس الفموي دون الاتصال الجنسي عن طريق المهبل، من وسائل تحديد النسل. رغم تجنب حدوث الحمل بشكل عام باستخدام هذه الوسائل، إلا أنه يمكن حدوثه عن طريق المفاخذة والأشكال الأخرى من الاتصال الجنسي اللتي يكون فيها القضيب بالقرب من المهبل (احتكاك الأعضاء التناسلية وخروج القضيب أثناء ممارسة الجنس الشرجي) حيث يمكن أن تستقر الحيوانات المنوية بالقرب من مدخل المهبل وتسبح عبر سوائل ترطيب المهبل.

#### الإرضاع
تعتمد هذه الوسيلة على الاستعانة بالحالة الفسيولوجية الطبيعية للمرأة حيث تنخفض الخصوبة أثناء فترة النفاس التي تحدث بعد الولادة، ويمكن إطالة مدتها عن طريق الرضاعة الطبيعية. وهو ما يتطلب عادةً عدم حدوث الدورة الشهرية، واقتصار الرضاعة الطبيعية على المولود أو طفل لا يتجاوز عمره ستة أشهر. أعلنت منظمة الصحة العالمية أن نسبة إخفاق هذه الوسيلة تبلغ 2% خلال الستة أشهر التالية للولادة إذا كانت الرضاعة الطبيعية هي المصدر الوحيد لتغذية الطفل. وأوضحت التجارب أن نسبة الإخفاق تتراوح ما بين 0% و7.5%. وترتفع هذه النسبة لتصل إلى 4-7% خلال عام واحد وتبلغ 13% خلال عامين. وهناك عوامل تزيد من نسبة إخفاق هذه الوسيلة وهي الرضاعة الاصطناعية واستخدام مضخة الثدي بدلاً من الإرضاع واستخدام الطفل المصاصة وإطعامه أطعمة صلبة. تعود الدورة الشهرية لنسبة 10% من الأمهات اللاتي يقتصرن على الرضاعة الطبيعية قبل ثلاثة أشهر، وقبل ستة أشهر مع نسبة 20% منهن. أما بالنسبة للأمهات اللاتي لا يقمن بالإرضاع الطبيعي، فيمكن أن يستعدن الخصوبة بعد أربعة أسابيع من الولادة.

### وسائل منع الحمل في الحالات الطارئة
وسائل منع الحمل في حالات الطوارئ هي أدوية (حبوب منع الحمل الطارئة) أو أجهزة تستخدم بعد الاتصال الجنسي غير الآمن، رغبةً في تجنب حدوث الحمل. وهي وسائل تعمل بشكل أساسي على منع التبويض أو التلقيح. تتوفر من هذه الوسائل العديد من الخيارات المختلفة، من ضمنها جرعة عالية من حبوب منع الحمل والليفونورجيستريل والميفيبريستون والاليبريستال واللوالب الرحمية. تعمل حبوب الليفونورجيستريل على خفض فرصة حدوث الحمل بنسبة 70% (تبلغ نسبة حدوث الحمل 2.2%) عند تناولها خلال 3 الأيام التالية للاتصال الجنسي غير الآمن أو فشل استخدام الواقي الذكري. أما حبوب الاليبريستال فتعمل على خفض فرصة حدوث الحمل بنسبة 85% (تبلغ نسبة حدوث الحمل 1.4%) عند تناولها خلال مدة تصل إلى 5 أيام ويمكن أن تكون أكثر فاعلية من الليفونورجيستريل بعض الشيء. كما نجد أن الميفيبريستون أكثر فاعلية من الليفونورجيستريل، في حين تمثل اللوالب الرحمية النحاسية الوسيلة الأكثر فاعلية. يمكن تركيب اللوالب الرحمية خلال مدة تصل إلى 5 أيام عقب الاتصال الجنسي وتعمل على منع الحمل في نسبة 99% من الحالات (تبلغ نسبة حدوث الحمل ما بين 0.1 إلى 0.2%). وهو ما يجعلها أفضل وسائل تحديد النسل في الحالات الطارئة. في النساء اللاتي يعانين من فرط الوزن أو السمنة يكون الليفونورجيستريل أقل فعاليةً وينصح باستخدام اللولب الرحمي أو الاليبريستال.
تقديم حبوب منع الحمل الطارئة للسيدات قبل الإتصال الجنسي لا تؤثر على احتمالات الإصابة بالعدوى المنقولة بالاتصال الجنسي أو على استخدام الواقي الذكري أو نسب حدوث الحمل أو على المخاطر المترتبة على السلوكيات الجنسية. فهناك حد أدنى من الآثار الجانبية لجميع الوسائل.

### الحماية المزدوجة
تتمثل الحماية المزدوجة في استخدام وسائل تعمل على كل من منع انتقال العدوى بالاتصال الجنسي وتجنب حدوث الحمل. يتم هذا عن طريق استخدام الواقي الذكري بمفرده أو مع وسيلة أخرى من وسائل تحديد النسل أو بتجنب الإيلاج.
يُعد استخدام كلا الوسيلتين معاً أسلوباً منطقياً إذا كان تجنب حدوث الحمل أمراً هاماً، هذا ويوصى باستخدام هاتين الوسيلتين من وسائل تحديد النسل مع من يتناولون آيزوتريتينوين (الدواء المضاد لحب الشباب)، نظراً لارتفاع مخاطر الإصابة بـ عيوب خلقية إذا تم تناوله أثناء الحمل.
الحماية المزدوجة لا تقتصر فقط على منع الحمل، بل تشمل أيضًا حماية الأفراد من الأمراض المنقولة جنسياً (STIs). تؤكد الدراسات على أهمية التواصل الفعّال مع الشباب حول استخدام الواقيات الذكرية بالتزامن مع وسائل منع الحمل الهرمونية، خاصةً في ظل زيادة معدلات الأمراض المنقولة جنسياً رغم انخفاض نسب الحمل غير المقصود. يُعزز هذا النوع من الحماية بشكل كبير إذا تم دعمه بمناهج تعليمية مصممة خصيصًا للشباب باستخدام أساليب تصميم متمركزة حول الإنسان لضمان وصول الرسائل وفهمها بفعالية. ينبغي أن تراعي هذه الرسائل التنوع الجنسي والجندري وأهمية إشراك الشريكين في مسؤولية الوقاية لتعزيز الحوار حول الممارسات الجنسية الآمنة.
تشير الأبحاث الحديثة إلى ضرورة تطوير استراتيجيات اتصال متخصصة تشمل قنوات متعددة مثل وسائل التواصل الاجتماعي والمعلومات المتاحة في الصيدليات، حيث يمكن للشباب الوصول بسهولة إلى الواقيات ووسائل منع الحمل الهرمونية. بالإضافة إلى ذلك، يستهدف هذا النهج جمهورًا أوسع مثل أولياء الأمور والبالغين الموثوقين الذين يلعبون دورًا حاسمًا في توصيل المعلومات الصحية للشباب. أظهرت الدراسات أن التدخلات التي تستهدف الآباء لتحسين التواصل مع أبنائهم حول الصحة الجنسية قد ساهمت في زيادة استخدام الواقيات وتحسين مستوى هذا التواصل.

إدماج الرجال في هذه المحادثات يعد أمرًا جوهريًا، حيث ينبغي أن يدرك الشريكان أهمية تبادل المسؤوليات فيما يتعلق بالوقاية الجنسية. هذا التوجه يعزز مبدأ النضج الجنسي ويشجع على الحوار المفتوح بين الشركاء حول كيفية حماية الصحة الجنسية، مما يعزز أيضًا فهم كل شريك لدوره في هذه المسؤولية المشتركة.

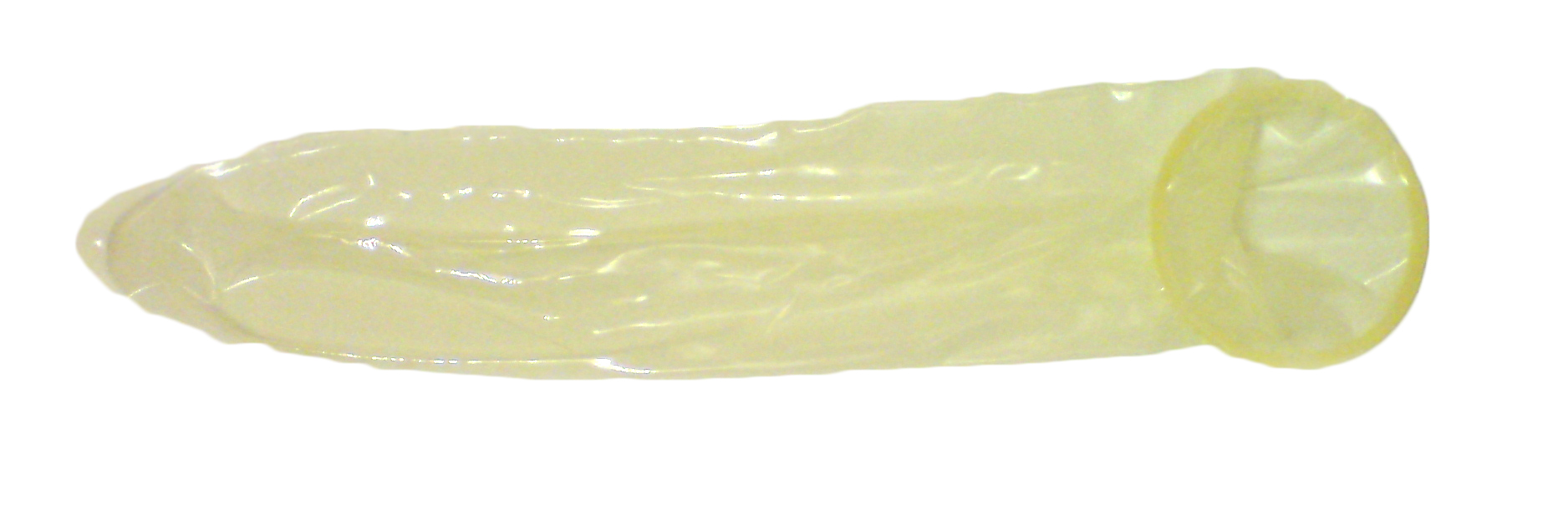
واقي ذكري مصنوع من اللاتكس
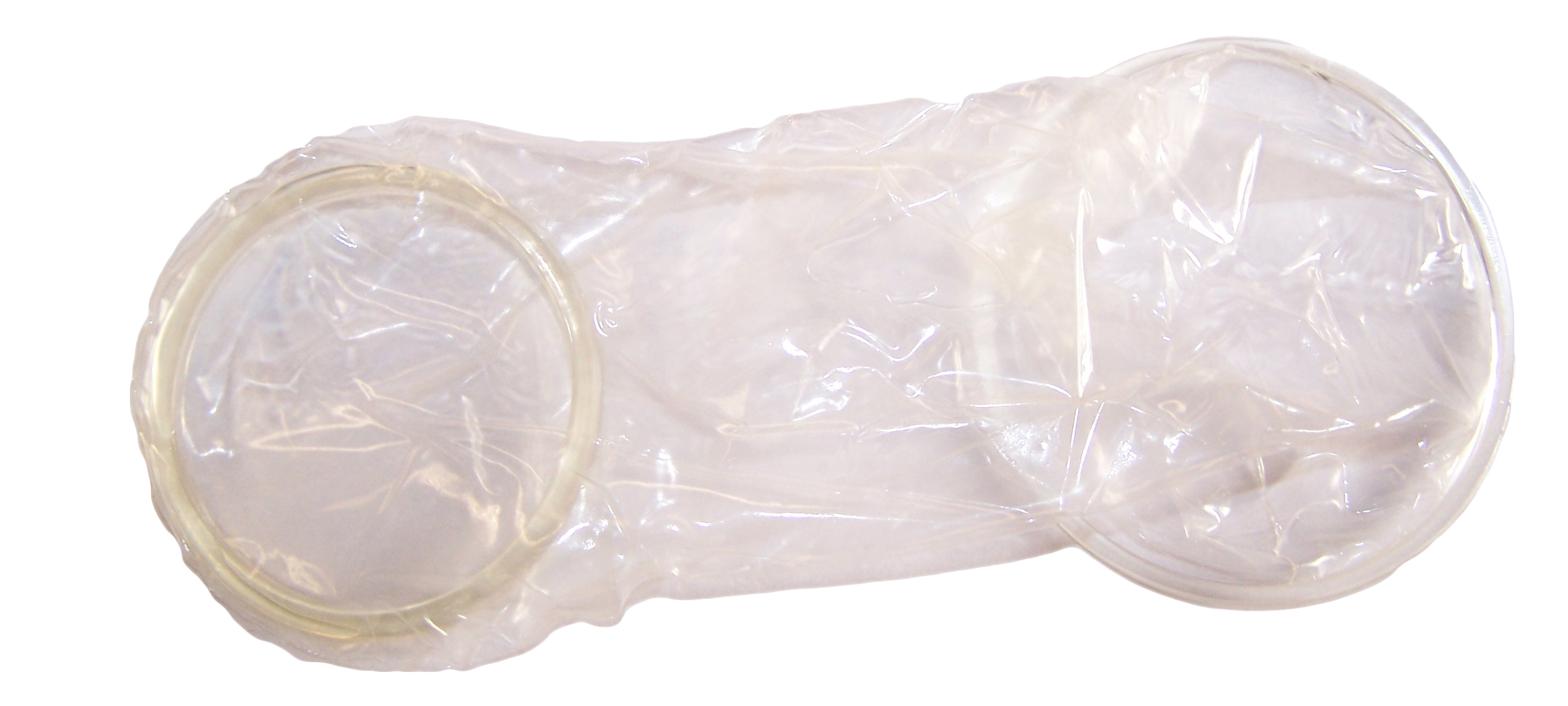
واقي أنثوي مصنوع من البولي يوريثان
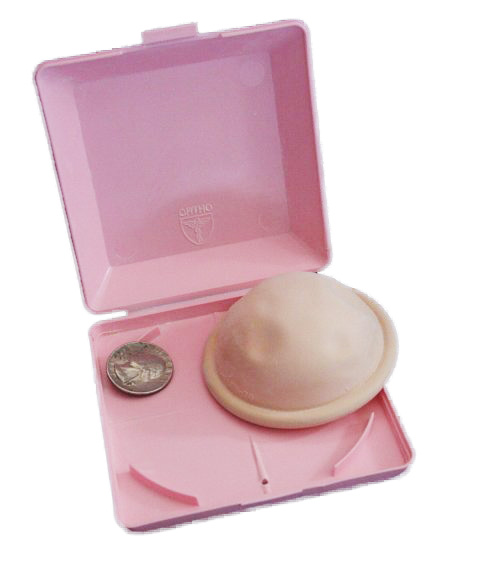
عازل مهبلي مع عملة معدنية للمقارنة
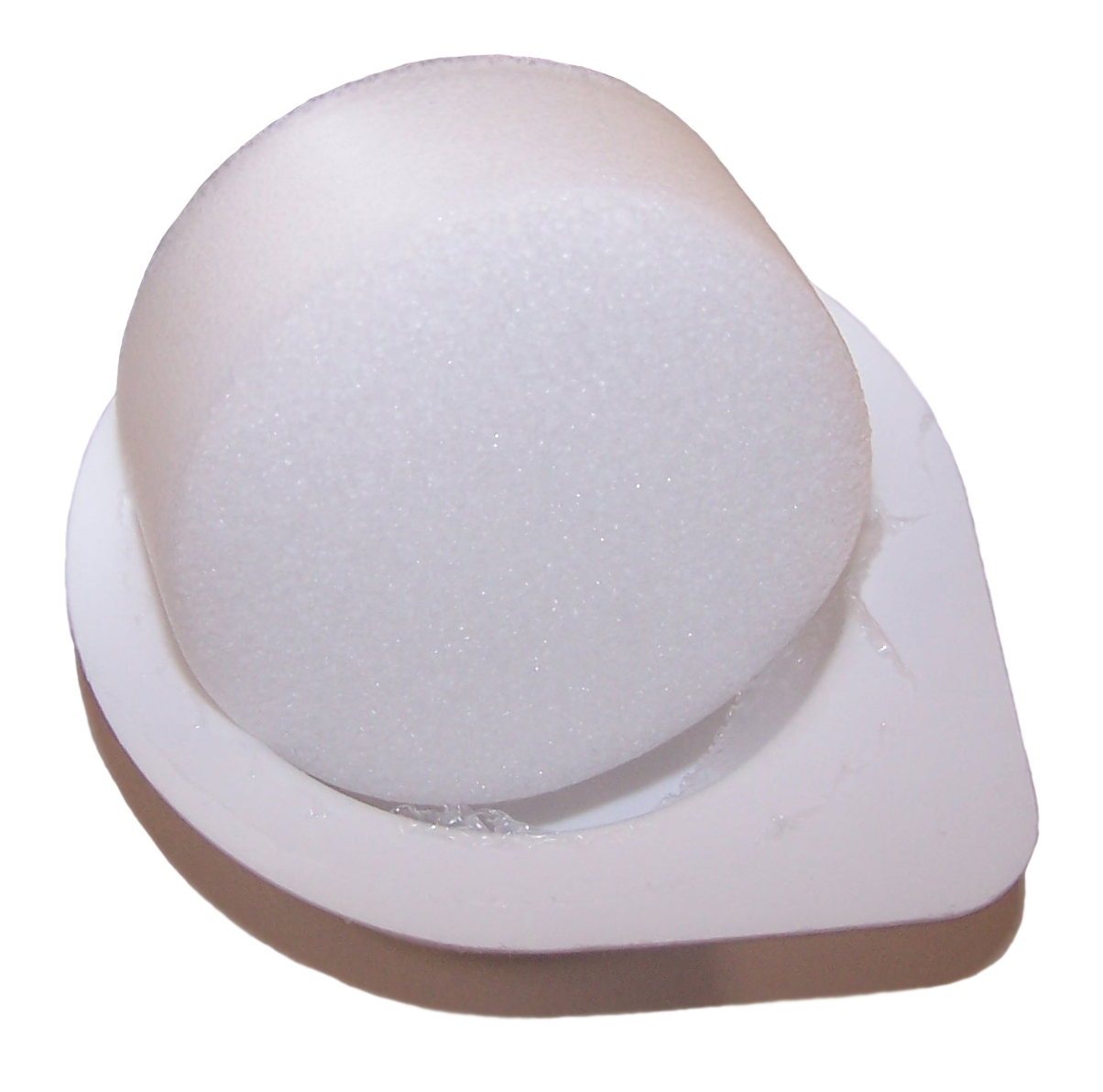
إسفنج مهبلي داخل عبوة بلاستيكية
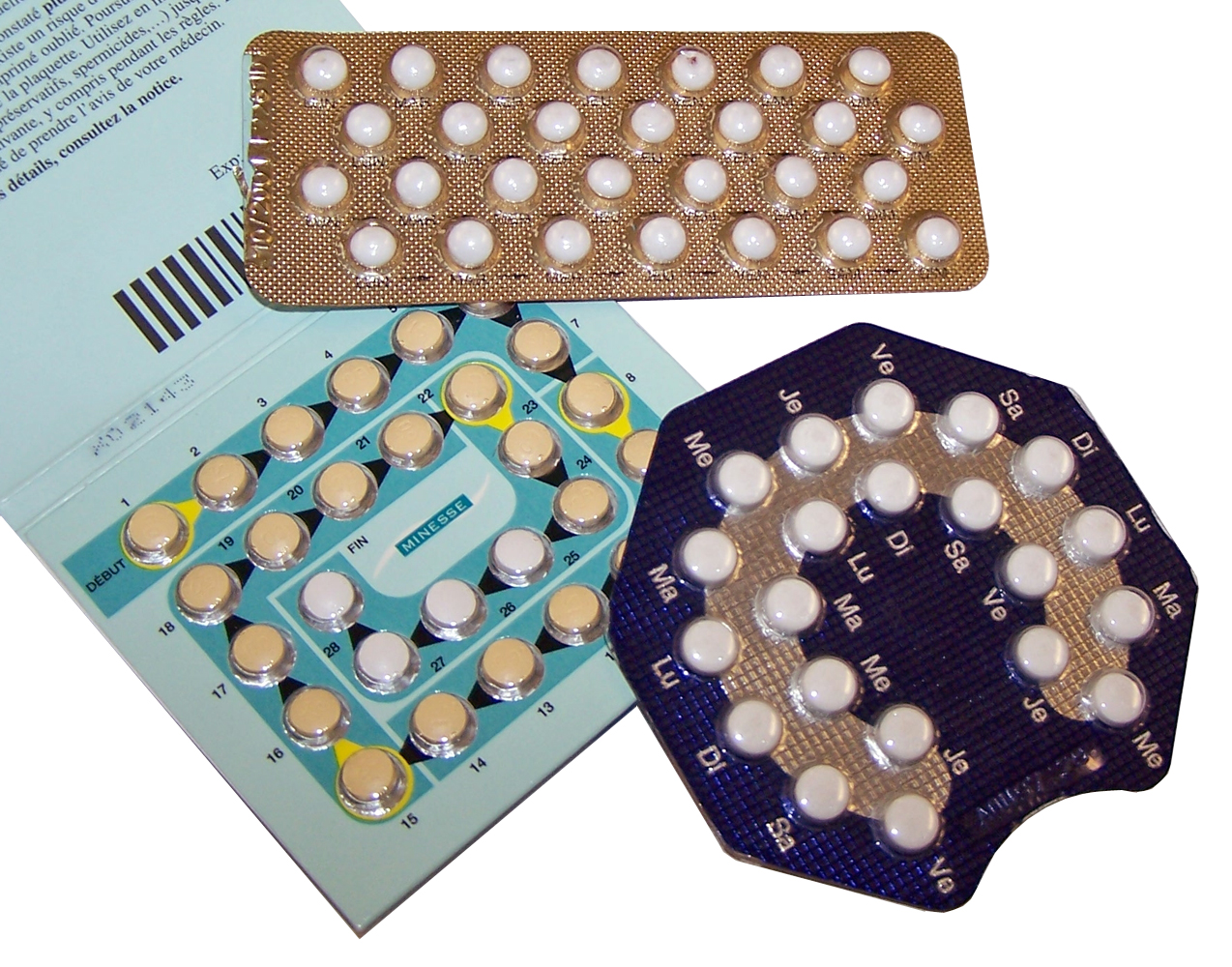
ثلاثة أنواع مختلفة من حبوب منع الحمل بترتيب محدد حسب أيام الشهر
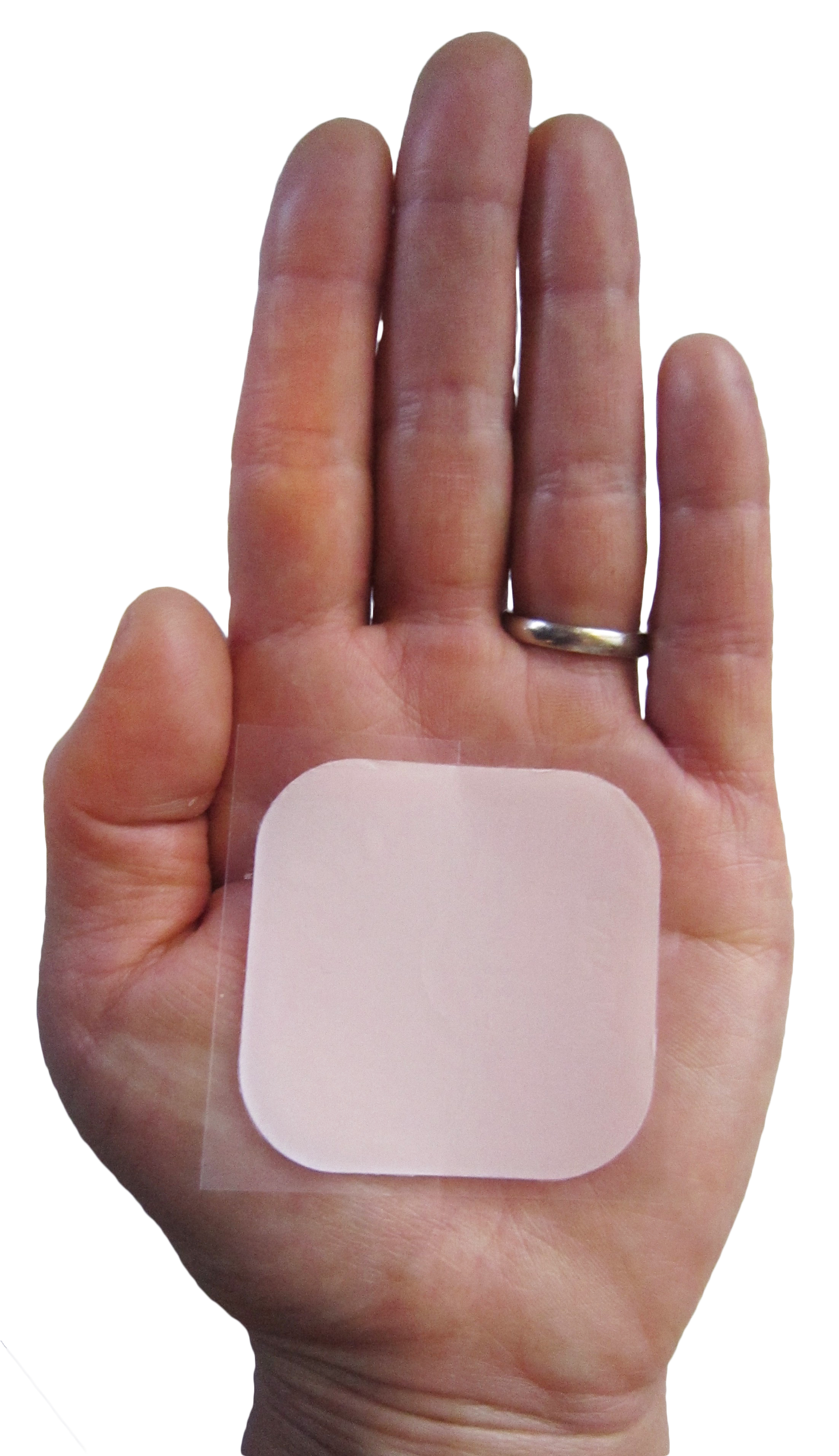
لصقة منع الحمل
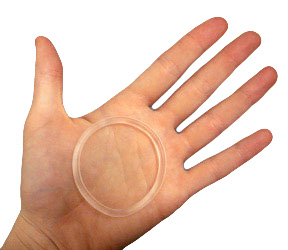
حلقة مهبلية
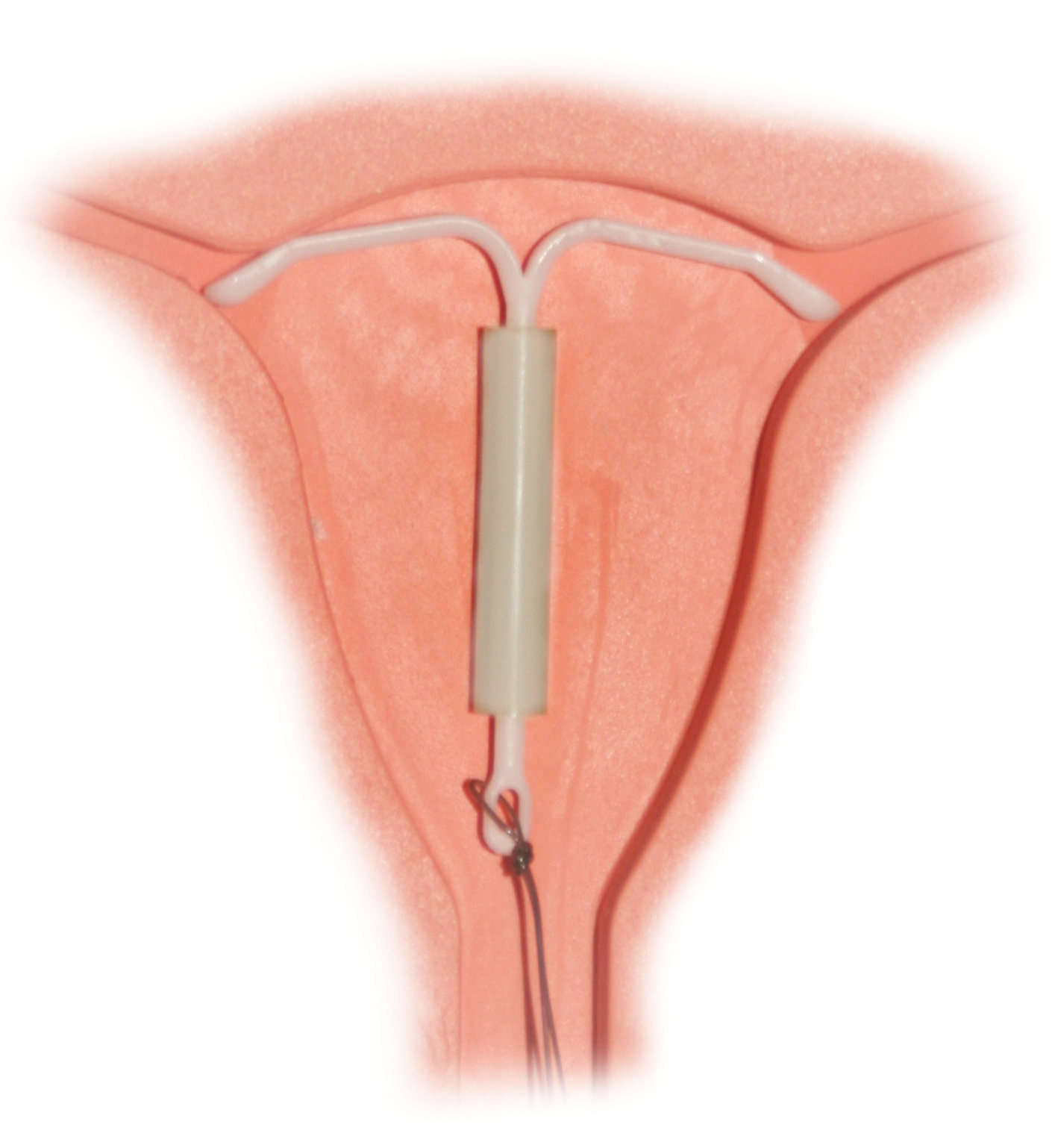
لولب رحمي هرموني
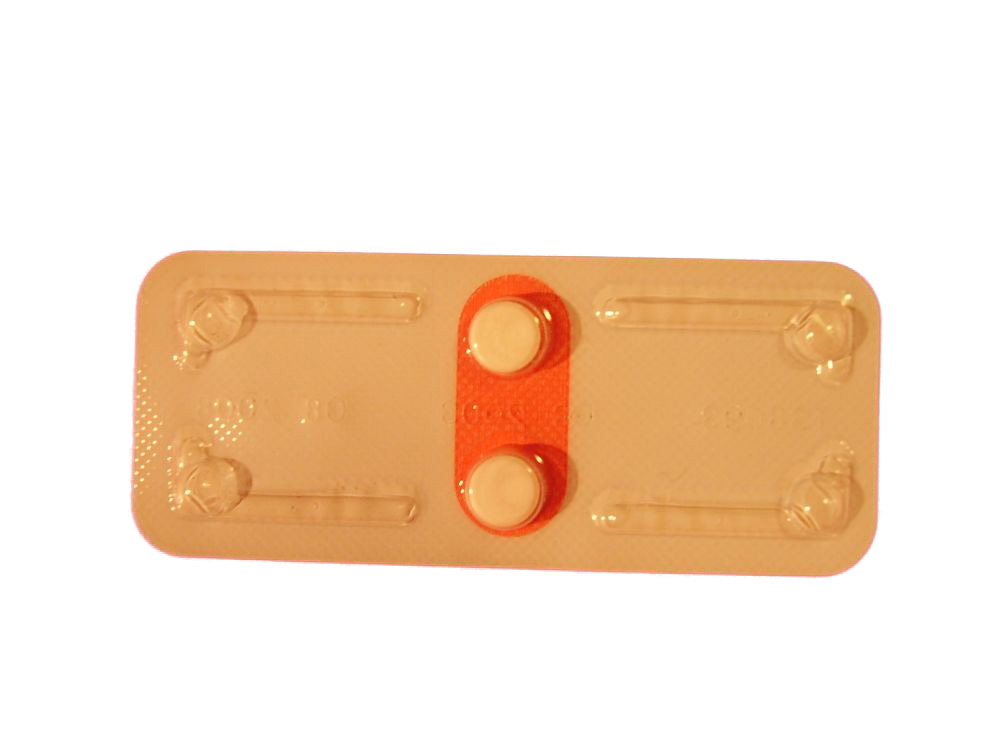
جرعة منفصلة مكونة من حبتين لمنع حالات الحمل الطارئة (بعد الاتصال الجنسي)

## الآثار

### الآثار الصحية

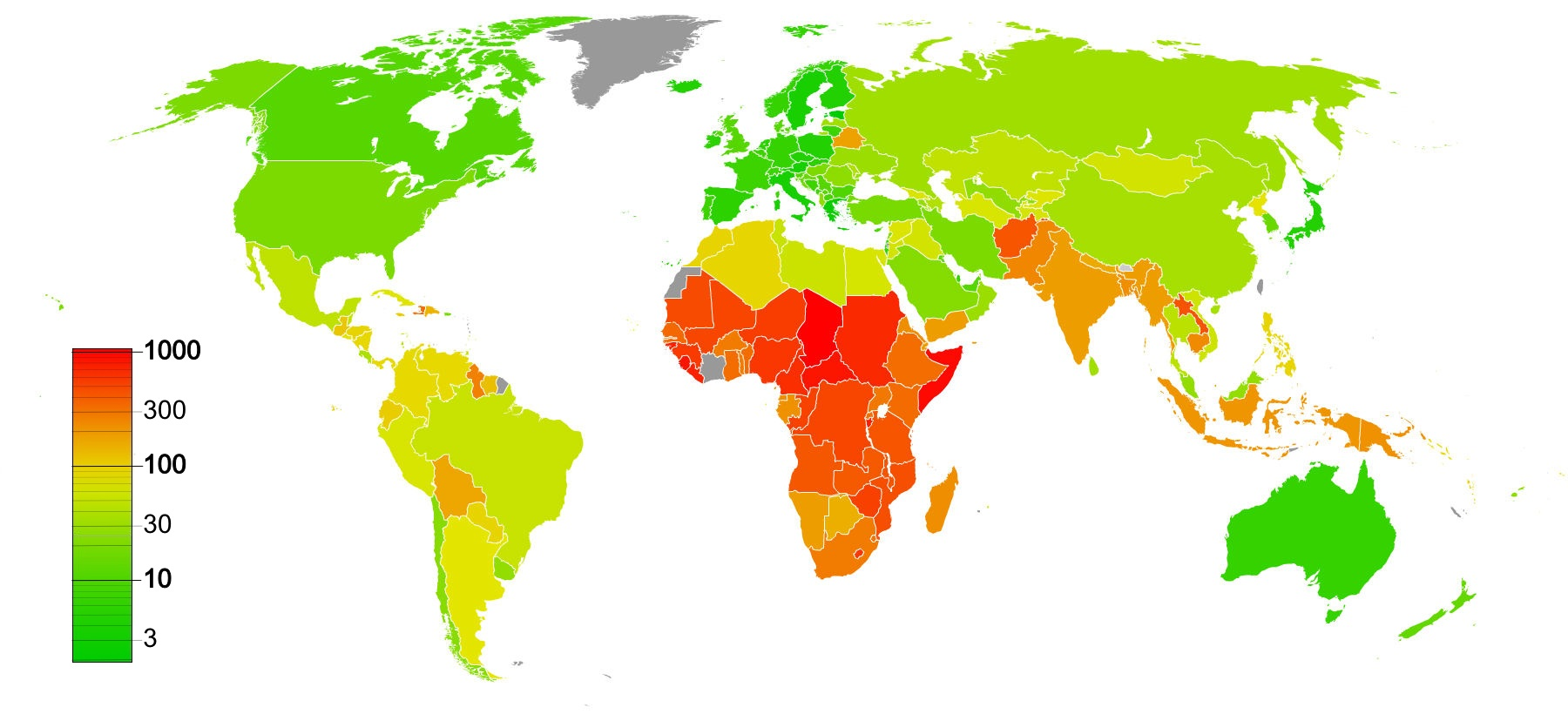
خريطة توضح معدل الوفيات السنوي للأمهات وقت الحمل عام 2010

تشير التقديرات إلى أن استخدام وسائل منع الحمل في الدول النامية عمِلَ على خفض عدد الوفيات بين الأمهات بنسبة 40% (منع ما يقرب من 270,000 حالة وفاة خلال عام 2008)، بل ويمكن منع 70% من حالات الوفاة إذا تمت تلبية الطلب الكلي على وسائل تحديد النسل. وتتحقق هذه الفوائد بخفض عدد حالات الحمل غير المخطط لها والتي تدفع إلى اللجوء إلى عمليات الإجهاض غير الآمنة، كما تتحقق بمنع حدوث حمل للأمهات اللواتي يتعرضن لمخاطر كبيرة ناجمة عن الحمل.
يعمل استخدام وسائل تحديد النسل أيضاً على تحسين فرصة بقاء الطفل على قيد الحياة في الدول النامية، وذلك بإطالة المدة بين كل حمل وآخر. حيث تزداد نتائج الحمل خطورة في هذه الفئة السكانية عندما يحدث الحمل خلال ثمانية عشر شهراً بعد آخر ولادة. ومن ناحية أخرى لا يبدو أن تأخير الحمل بعد الإجهاض يغير من نسبة المخاطر، ولذلك تنصح النساء في هذه الحالة بالحمل وقتما يكن على استعداد.
تنطوي حالات الحمل في فترة المراهقة على نتائج سلبية ذات مخاطر أكبر خاصة بين المراهقين الأصغر سناً، منها الولادة المبكرة وانخفاض وزن المواليد ووفاة المولود. تبلغ نسبة حالات الحمل غير المخطط لها في الولايات المتحدة 82% بين من تتراوح أعمارهم بين 15 و19 عاماً. ونجد أن التثقيف الجنسي الكامل وتوفير وسائل منع الحمل يعملان على خفض معدلات حدوث الحمل بفاعلية في هذه الفئة العمرية.

### الآثار الاقتصادية
| 7–8 أطفال 6–7 أطفال 5–6 أطفال 4–5 أطفال | 3–4 أطفال 2-3 أطفال طفل أو اثنين 0–1 طفل |

دول العالم حسب معدل الخصوبة عام 2012.
7–8 أطفال
6–7 أطفال
5–6 أطفال
4–5 أطفال
3–4 أطفال
2-3 أطفال
طفل أو اثنين
0–1 طفل

يعمل استخدام وسائل تحديد النسل في دول العالم النامي على زيادة النمو الاقتصادي نظراً لوجود عدد أقل من الأطفال المعالين وبالتالي مشاركة عدد أكبر في النساء في القوى العاملة. كلما زاد استخدام النساء لوسائل تحديد النسل، كلما تحسن مستوى دخولهم وممتلكاتهم وكذلك مؤشر كتلة الجسم، بالإضافة إلى تحسين المستوى التعليمي ومؤشر كتلة الجسم لأطفالهم. يُعد تنظيم الأسرة عن طريق استخدام وسائل تحديد النسل الحديثة من أكثر التدخلات الصحية الفعالة من حيث التكلفة. ووفقاً لتقديرات الأمم المتحدة فإنه يتم توفير من اثنين إلى ستة دولارات مقابل كل دولار يتم إنفاقه. يعود خفض التكلفة إلى منع حدوث حالات الحمل غير المخطط له وخفض انتشار الأمراض المنقولة بالاتصال الجنسي. وفي حين أن جميع الوسائل ذات منافع مادية، إلا أن اللوالب الرحمية النحاسية أكثرها نفعاً من الناحية الاقتصادية.
تبلغ تكلفة الحمل والولادة والرعاية الطبية للمولود في الولايات المتحدة 21,000 دولار في المتوسط للولادة الطبيعية و31,000 دولار لـ الولادة القيصرية لعام 2012. وفي معظم الدول الأخرى تنخفض التكلفة إلى أقل من النصف. تتحمل أسرة متوسطة الدخل في الولايات المتحدة ما يبلغ235,000 دولار على مدار 17 عاماً لتغطية نفقات طفل مولود في عام 2011.

### الانتشار
| 6% 12% 18% 24% 30% 36% | 42% 48% 54% 60% 66% 72% | 78% 84% 86% لا توجد بيانات |

النسبة المئوية للسيدات اللاتي يستخدمن الوسائل الحديثة لتحديد النسل (2010)
6%
12%
18%
24%
30%
36%
42%
48%
54%
60%
66%
72%
78%
84%
86%
لا توجد بيانات

ما يقرب من 60% من الأزواج القادرين على الإنجاب على مستوى العالم حتى عام 2009 يستخدمون وسائل تحديد النسل. وتتفاوت مدى كثافة استخدام الوسائل المختلفة من دولة إلى أخرى. تتمثل أكثر الوسائل شيوعاً في الدول المتقدمة في الواقي الذكري وحبوب منع الحمل، في حين نجد حبوب منع الحمل هي الأكثر استخداماً في أفريقيا، أما في أمريكا اللاتينية وآسيا فتسود عمليات التعقيم. تنقسم نسب استخدام الوسائل المختلفة لتحديد النسل في دول العالم النامي بشكل عام إلى 35% لإجراء عمليات التعقيم للسيدات و30% لاستخدام اللوالب الرحمية و12% لتناول حبوب منع الحمل و11% لاستخدام الواقي الذكري و4% لإجراء عمليات التعقيم للرجال.
رغم انخفاض عدد السيدات اللاتي يستخدمن اللوالب الرحمية في الدول المتقدمة مقارنةً بالدول النامية، إلا أن عددهم قد تجاوز 180 مليون ابتداءً من عام 2007. ما يقرب من 3.6% من السيدات اللاتي في عمر الإنجاب يتجنبن الاتصال الجنسي أثناء أيام الخصوبة، وتصل نسبة استخدم هذه الوسيلة إلى 20% في بعض مناطق أمريكا الجنوبية. ابتداءً من عام 2005 وصلت نسبة الأزواج الذين يستخدمون وسائل ذكرية لمنع الحمل (الواقي الذكري أو عملية استئصال الأسهر) إلى 12%، مع وجود نسب أعلى في دول العالم المتقدم. وقد انخفض استخدام الوسائل الذكرية لتحديد النسل بين عامي 1985 و2009. في حين زاد استخدام وسائل منع الحمل بين السيدات في أفريقيا جنوب الصحراء من 5% في عام 1991 إلى حوالي 30% في عام 2006.
بحلول عام 2012 أصبحت نسبة 57% من السيدات في عمر الإنجاب يرغبن في تجنب حدوث الحمل (867 من 1520 مليون). إلا أن ما يقرب من 222 مليون سيدة لم يتاح لهن استخدام وسائل تحديد النسل، منهن 53 مليون سيدة في أفريقيا جنوب الصحراء و97 مليون سيدة في آسيا. وهو ما ينجم عنه 54 مليون حالة حمل غير مخطط لها وما يقرب من 80,000 حالة وفاة بين الأمهات سنوياً. تعود أحد أسباب عدم استخدام العديد من السيدات لوسائل تحديد النسل إلى أن العديد من الدول تحد من توفيرها نظراً لأسباب دينية أو سياسية، وذلك في حين يمثل الفقر عامل آخر مساعد. تلجأ العديد من السيدات في أفريقيا جنوب الصحراء إلى ممارسي عمليات الإجهاض غير المرخص لهم نظراً للقوانين المقيدة لعمليات الإجهاض في تلك الدول، وذلك للتخلص من الحمل غير المقصود، وهو ما ينجم عنه خضوع 2-4% لعمليات إجهاض غير آمن سنوياً.

## تاريخ استخدام وسائل تحديد النسل

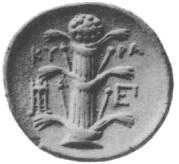
عملة فضية قديمة من قورينا تُصوّر ساق نبات السلفيوم

تحتوي بردية إبيرس المصرية التي ترجع إلى عام 1550 ق.م وكذلك بردية كاهون من عام 1850 ق.م، على بعض الوصفات المسجلة الخاصة بتحديد النسل واستخدام العسل وأوراق الطلح والكتان لوضعهما بالمهبل لمنع دخول الحيوانات المنوية. كما أوضحت الرسومات المصرية القديمة استخدام الواقي الذكري. ويشير سفر التكوين إلى طريقة الانسحاب أو العزل كأحد وسائل تحديد النسل عندما قام أونان بالقذف على الأرض لئلا يجعل نسلاً لأخيه من زوجة أخيه الراحل ثامار. يُعتقد أن السلفيوم كان يستخدم في اليونان القديمة كوسيلة لتحديد النسل، ونظراً لفعاليته وبالتالي استحسانه، استنفد حصاده حتى الانقراض. كانت الكنيسة الكاثوليكية في العصور الوسطى في أوروبا تدين أي يعمل يحول دون الحمل على أنه تصرف غير أخلاقي. ورغم هذا يُعتقد أن النساء في هذه الفترة كن يستخدمن بعض طرق تحديد النسل مثل طريقة العزل ووضع جذور الزنبق والسذاب بالمهبل (هذا بالإضافة إلى قتل المولود بعد الولادة). وقد وصف كازانوفا (1725-1798)، في عصر النهضة الإيطالية استخدام واقي من جلد الحَمَل لمنع الحمل؛ إلا أن الواقي الذكري بشكل عام لم يتوفر إلا بحلول القرن العشرين. في عام 1909 قام ريتشارد ريختر بابتكار أول لولب رحمي مصنوع من الخيط المعوي الحريري والذي قام أرنست جرافنبرج بالتوسع في تطويره وتسويقه في ألمانيا في أواخر العشرينيات. في عام 1916 قامت مارغريت سانغر بافتتاح أول عيادة لتحديد النسل في الولايات المتحدة مما نجم عنه إلقاء القبض عليها. وتلى هذا افتتاح ماري ستوبس لأول عيادة في المملكة المتحدة في عام 1921. وفي الخمسينيات قام جريجوري بينكس وجون روك، بمساعدة جمعية تنظيم الأسرة الأمريكية، بتطوير أول عقار لتحديد النسل في شكل حبوب، وهو ما أصبح متاح للجمهور في الستينيات. هذا وقد أصبح الإجهاض الطبي بديلاً لعمليات الإجهاض الجراحية مع توفر نظير البروستاغلاندين في السبعينيات وتوفر الميفيبريستون في الثمانينيات.

## المجتمع والثقافة

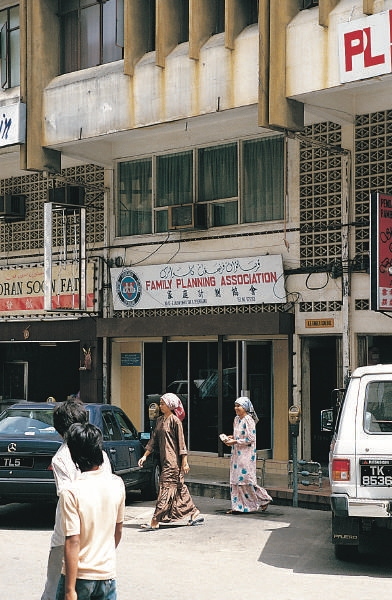
مركز لتنظيم الأسرة في ماليزيا.

### المواقف القانونية
تتطلب اتفاقيات حقوق الإنسان من معظم الحكومات تقديم الخدمات والمعلومات المتعلقة بتنظيم الأسرة ومنع الحمل. وتشمل هذه الاحتياجات وضع خطة وطنية لخدمات تنظيم الأسرة، وإزالة القوانين التي تحد من الحصول على خدمات تنظيم الأسرة، وضمان وجود مجموعة واسعة من وسائل تحديد النسل الآمنة والفعالة المتاحة بما في ذلك وسائل منع الحمل في حالات الطوارئ، والتأكد من وجود مقدمي الرعاية الصحية المدربين بشكل مناسب والمرافق بأسعار في متناول الجميع، وإنشاء عملية لاستعراض البرامج المنفذة. إذا فشلت الحكومات في القيام بأعلاه فإنها تكون قد خرقت التزامات معاهدة دولية ملزمة.
في عام 2010، أطلقت الأمم المتحدة حركة «كل امرأة كل طفل» لتقييم التقدم نحو تلبية احتياجات وسائل منع الحمل للمرأة. وقد وضعت هذه المبادرة هدف زيادة عدد المستخدمين من طرق تحديد النسل الحديثة بنسبة 120 مليون امرأة في 69 من أفقر البلدان في العالم بحلول العام 2020. بالإضافة إلى ذلك، فإنها تهدف إلى القضاء على التمييز ضد الفتيات والنساء الشابات اللواتي يسعين إلى الحصول على وسائل منع الحمل.

### المعتقد الديني
تختلف الأديان على نطاق واسع في وجهات النظر تجاه البعد الأخلاقي لتحديد النسل. فالكنيسة الرومانية الكاثوليكية رسمياً لا تقبل إلا بتنظيم الأسرة الطبيعي في حالات معينة، على الرغم من الأعداد الكبيرة من الكاثوليك في البلدان المتقدمة الذين يتقبلون ويستخدمون الوسائل الحديثة لتحديد النسل. وبين البروتستانت هناك مجموعة واسعة من وجهات النظر بين رفض أي منها إلى السماح بجميع وسائل الحد من النسل. أما وجهات النظر بين مجموعة الطائفة اليهودية الأرثوذكسية فهي صارمة، بينما في الطائفة الإصلاحية أكثر استرخاء ، فاليهود الحريديم يحتلون النسبة الأعلى من حيث إنجاب الأطفال، ففي إسرائيل يعملون على التغير الديموغرافي في القدس لصالح اليهود وزيادة أعداد اليهود بشكل كبير فنسبة الخصوبة عند اليهود الحريديم أكثر من 7 أطفال لكل امرأة بين السنوات 2003-2017. وقد يستخدم الهندوس على حد سواء وسائل منع الحمل الطبيعية والاصطناعية. أما وجهة النظر البوذية الشائعة فهي أن منع الحمل غير مقبول، في حين أن التدخل بعد وقوع الحمل ليس كذلك.
وفي الإسلام، يحرم المسلمون استخدام وسائل منع الحمل الدائمة. ويختلفون بشأن بقية وسائل منع الحمل حيث أن هيئة كبار العلماء السعودية والمجمع الفقهي الإسلامي قد افتوا بالتحريم المطلق لاستخدام جميع وسائل تحديد النسل إلا لضرورة طبية أو شرعية في تأخير النسل لفترة محدودة. لا يقدم القرآن أية معلومات واضحة عن أخلاقيات تحديد النسل، ولكنه يحتوي على عبارات تشجع على إنجاب الأطفال.

### اليوم العالمي لوسائل منع الحمل
حُدّد يوم 26 سبتمبر كيومٍ عالمي لوسائل منع الحمل، ويكرّس هذا اليوم لزيادة الوعي وتحسين التعليم حول الصحة الجنسية والإنجابية، مع رؤية «لعالم حيث يكون كل حمل مرغوباً».
تدعم هذا اليوم مجموعة من الحكومات والمنظمات غير الحكومية الدولية، بما فيها مجلس آسيا والمحيط الهادئ لوسائل منع الحمل، مركز أمريكا اللاتينية للصحة والمرأة، والجمعية الأوروبية لمنع الحمل والصحة الإنجابية، والمؤسسة الألمانية للسكانية العالمية، والاتحاد الدولي لطب النساء والاطفال والشباب، الاتحاد الدولي لتنظيم الأسرة، ومؤسسة ماري ستوبس الدولية، وخدمات السكان الدولية، ومجلس السكان، الوكالة الأمريكية للتنمية الدولية.

### المفاهيم الخاطئة
هناك عدة مفاهيم خاطئة شائعة حول الجنس والحمل. على سبيل المثال، الغُسل بعد الجماع الجنسي ليس شكلاً فعّالاً لتحديد النسل. وعلاوة على ذلك، فهو يرتبط بعدد من المشاكل الصحية وبالتالي لا ينصح به. يمكن للمرأة أن تصبح حاملاً من المرة الأولى للجماع وفي أي وضع جنسي. ومن الممكن، وإن لم يكن من المرجح كثيراً، أن تصبح المرأة حاملاً أثناء الحيض.
يُعدّ الالتزام المحدود بوسائل منع الحمل الحديثة نتيجةً لتأثير الأساطير الراسخة والمعلومات الخاطئة. على سبيل المثال، يعتقد بعض الشباب أن الاستخدام المنتظم للحقن contraceptives قد يؤدي إلى نزيف طويل الأمد أو حتى عقم دائم، كما يظنون أن الأجهزة الرحمية (اللولب) قد تُسبب إصابات داخلية أثناء العلاقة الجنسية. هذه المخاوف غير المبررة تُعزَّز غالبًا من خلال النقاشات بين الأقران وغياب الوصول إلى مصادر معلومات دقيقة. تُساهم مثل هذه المفاهيم الخاطئة في تقليل استخدام وسائل منع الحمل، وتُعزز الأعراف الاجتماعية التي تُوصم النساء الشابات اللواتي يخترن استخدامها

## البحوث

### الإناث
هناك حاجة إلى إدخال التحسينات على طرق تحديد النسل الحالية، حيث أن حوالي نصف هؤلاء الذين يحصل لديهم حمل غير مقصود كانوا يستخدمون إحدى وسائل منع الحمل في وقت حصول ذلك. ويجري حاليًا دراسة عدد من التعديلات على وسائل منع الحمل الحالية، بما في ذلك واقٍ منوي أفضل للإناث، وتحسين الحجاب الحاجز، ولصقة جلدية تحتوي على البروجستين فقط، وحلقة مهبلية تحتوي على هرمون البروجسترون طويل المفعول. هذه الحلقة المهبلية يبدو أن تكون فعالة لمدة ثلاثة أو أربعة أشهر، وتتوفر في بعض مناطق العالم حالياً.
كما يجري حالياً دراسة لعدد من الأساليب لأداء التعقيم عن طريق عنق الرحم. وينطوي أحدها على وضع الكيناكرين في الرحم والذي يسبب الندبات والعقم. في حين أن الإجراء غير مكلف ولا يتطلب مهارات جراحية، وهناك مخاوف بشأن الآثار الجانبية على المدى الطويل. ويجري النظر مادة أخرى، وهي polidocanol، الذي يعمل بنفس الطريقة. وقد تمت الموافقة على جهاز يسمى Essure، والذي يتمدد عند وضعه في قناة فالوب ويسدها، في الولايات المتحدة في عام 2002.

### الذكور
تشمل طرق تحديد النسل الذكور الواقي الذكري، قطع القناة الدافقة والانسحاب. وبين 25 و75 ٪ من الذكور الذين ينشطون جنسياً مستعدون لاستخدام وسائل منع الحمل الهرمونية إذا كانت متاحة لهم. وهناك عدد من الطرق الهرمونية وغير الهرمونية لا تزال قيد التجارب، وهناك بعض الأبحاث في إمكانية إيجاد لقاحات لمنع الحمل.
وهناك طريقة جراحية يمكن عكسها لا تزال قيد التجربة، وهي التثبيط العاكس للحيوانات المنوية تحت التوجيه (RISUG) الذي يتكون من حقن هلام البوليمر، أنهيدريد المالئيك ستايرين في سلفوكسيد ثنائي ميثيل، في القناة الدافقة. ثم تقوم حقنة من بيكربونات الصوديوم بغسل المحتويات وإعادة الخصوبة. وهناك طريقة أخرى وهي أداة داخل القناة الناقلة، تنطوي على وضع سدادة يوريثان في القناة الناقلة لمنع ذلك. يبدو استخدام مزيج من الاندروجين والبروجستين واعداً، كما في الانتقاء المجهري لمستقبلات الأندروجين. وقد خضعت الموجات فوق الصوتية وأساليب لتسخين الخصيتين إلى دراسات أولية.

### الحيوانات الأخرى
الخصي أو التعقيم، والذي يتضمن إزالة بعض الأعضاء التناسلية، غالباً ما ينفذ كوسيلة من وسائل تحديد النسل في الحيوانات الأليفة المنزلية. تتطلب العديد من ملاجئ الحيوانات هذه الإجراءات كجزء من اتفاقيات التبني. وفي الحيوانات الكبيرة تعرف الجراحة بالإخصاء. ويجري النظر أيضاً في تحديد النسل كبديل للصيد كوسيلة للسيطرة على الزيادة الطبيعية في الحيوانات البرية. كما تم الوصول إلى لقاحات لمنع الحمل ذات فاعلية في عدد من قطعان الحيوانات المختلفة.

## وصلات خارجية
- بارعة : أرشيف الصور التاريخية المتعلقة التوليد وأمراض النساء، ومنع الحمل.
- تنظيم الأسرة: دليل العالمي لمقدمي الوكالة الأمريكية للتنمية، منظمة الصحة العالمية وجامعة جونز هوبكينز المشروع معلومات، 2007
- Phisick صور ومعلومات حول وسائل منع الحمل العتيقة
- أحدث أساليب منع الحمل والأجهزة.